# یوتاب هخامنشی
یوتاب به عنوان خواهر آریوبرزن سردار داریوش سوم هخامنشی شخصیتی خیالی است که نخستین بار در کتاب کاوهٔ فرخ به او اشاره شده است. کاوهٔ فرخ در کتاب خود با نام سایه‌هایی در کویر: ایران باستان در جنگ دربارهٔ او چنین نوشته است: «دربارهٔ آخرین مقاومت سازمان‌یافتهٔ هخامنشیان، برخی از افسانه‌های ایرانی از درخشش جنگجوی زن ایرانی، یوتاب، خواهر آریوبرزن نام برده‌اند که تا مرگ سرسختانه جنگید.» وی کوچک‌ترین اشاره‌ای به منبع خود راجع به چنین افسانه‌هایی نکرده است. از آن پس در برخی منابع نامعتبر بی آن که دربارهٔ خاستگاه چنین شخصیتی پژوهش بیشتری صورت بگیرد، نام او به عنوان خواهر آریوبرزن سردار هخامنشی یاد شده است.

## خلط آریوبرزن سردار هخامنشی با آریوبرزن دوم فرمانروای آتروپاتن
آریوبرزن دوم فرمانروای آتروپاتن خواهری به نام «یوتاپا» (Iotopa) داشته است. این برادر و خواهر فرزندان آرتاوازد یکم بودند. یوتاپا به همسری مهرداد سوم کُماژِن درآمد.